# ヤブイヌ
ヤブイヌ（Speothos venaticus）は、哺乳綱食肉目イヌ科ヤブイヌ属に分類される食肉類。現生種では本種のみでヤブイヌ属を構成する。別名はブッシュドッグ。

## 分布
アルゼンチン北東部、コロンビア、ガイアナ、スリナム、パナマ東部、パラグアイ、ブラジル、仏領ギアナ、ベネズエラ、ペルー東部、ボリビア東部

## 形態
体長は57 - 75センチメートル。尾長は11 - 15センチメートル。肩高は30センチメートル。体重は4 - 7キログラム。体型は頑丈。鼻面は短く、幅広い。全身は短い体毛で粗く被われる。体色は暗褐色。頭部や頸部は黄褐色、腹面や四肢・尾は黒い。
耳介は小型で、丸みを帯びる。歯列は門歯が上下6本、犬歯が上下2本、小臼歯が上下8本、大臼歯が上顎2本、下顎4本と計38本。盲腸は捻じれない。四肢は短く、藪の中を移動したり泳いだりするのに適していると考えられている。指趾の間には水かきがあり、指趾の肉球が繋がる。
乳頭の数は8個。

## 分類
ヤブイヌ属は化石種 Speothos pacivorus のみから構成される属として1839年に記載されたが、後に現生する本種が発見された。属名の Speothos は「洞窟のオオカミ」の意だが、化石の模式標本に由来するため、現生する本種は洞窟には生息しない。
現生のイヌ科では最も原始的な種と考えられていた。形態からコミミイヌ属と近縁とする説もあった。ミトコンドリアDNAのシトクロムb、シトクロムcオキシダーゼのサブユニットIおよびサブユニットIIの分子解析では、現生種ではタテガミオオカミ属と単系統群を形成すると推定されている。
以下の亜種の分類・分布は、Beisiegel & Zuercher (2005) に従う。
Speothos venaticus venaticus (Lund, 1842)
エクアドル東部、ガイアナ、パラグアイ北部、ブラジル中部、ベネズエラ南部、ペルー北東部、ボリビア東部。
Speothos venaticus panamensis (Goldman, 1912)
南アメリカ大陸北西部。模式産地はパナマ。
Speothos venaticus wingei Ihering, 1911
ブラジル南東部。模式産地はサンタカタリーナ州（ブラジル）。

## 生態
川辺林や林縁・湿度の高いサバンナなどに生息し、水辺を好む。昼間も夜間も活動する。一方、狩猟圧の強い地域では夜間に活動する。ペアもしくはその幼獣から構成される小規模な群れを形成し、生活する。頻繁に鳴き声を交わしあい、見通しの悪い下生えの中でも連絡を取り合うことで群れを維持していると考えられている。逆立ちして（メスは後肢を木などに立てかける）放尿し、臭いつけ（マーキング）を行う。メスの方がマーキングの頻度が高くペアを形成したときに特に回数が増加することから、マーキングがペアの形成や維持に役立っていると考えられている。アルマジロやアリクイの古巣・木の根元・岩の隙間などを巣穴にする。水中を泳ぐことや潜ることができる。
アグーチ属Dasyprocta・カピバラ・パカ類などの齧歯類・アルマジロ科・クビワペッカリー・アメリカバク・マザマ属Mazamaなどの哺乳類、レア・シギダチョウ科などの鳥類などを食べる。糞の内容物調査では上記の齧歯類に加え、パラグアイではヘビやCecropia属の種子などが、ペルーではアカハナグマの体毛が検出された報告例もある。群れで狩りを行う。種小名の venaticus は「狩人、猟師」の意。飼育下ではオポッサム属、ココノオビアルマジロ、モリウサギ類を食べた例もある。
繁殖様式は胎生。メスの膣内でオスの陰茎基部が膨張して射精するまで抜けなくなり、尻合わせの姿勢（交尾結合、タイ）になって交尾することがない。妊娠期間は65 - 83日。木の根元や樹洞、倒木の下などで1回に1 - 6頭（主に3 - 5頭）を産む。授乳期間は4 - 5か月。オスも子育てに参加し、授乳中のメスに食物を運搬する。幼獣は生後14 - 19日で開眼する。生後38 - 71日で硬い食物も食べることができるようになる。飼育下では生後10か月で性成熟した例がある。飼育下での寿命は13年4か月の例がある。

## 人間との関係
農地開発・プランテーションや牧草地への転換などによる生息地の破壊、密猟やイヌによる捕食による獲物の減少、イヌからの感染症の伝播などにより、生息数は減少している。ブラジルやペルーでは、法的に保護の対象とされている。1977年に、ワシントン条約附属書Iに掲載されている。
高知県立のいち動物公園によれば飼育下での繁殖は難しく、国内のヤブイヌは2012年に29頭だったのが2020年には15頭に減少したという。

## 画像

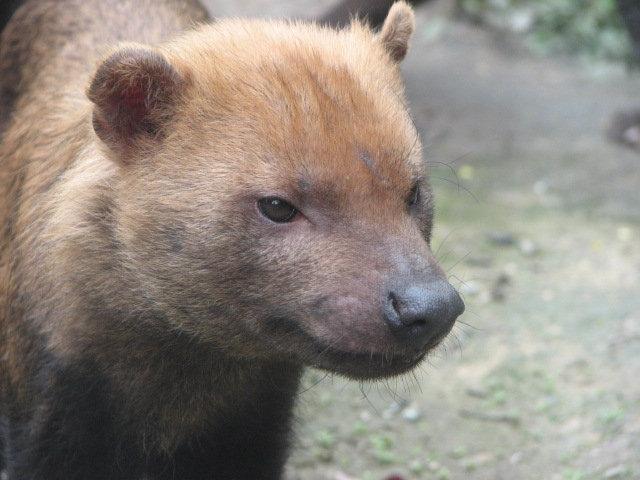
頭部
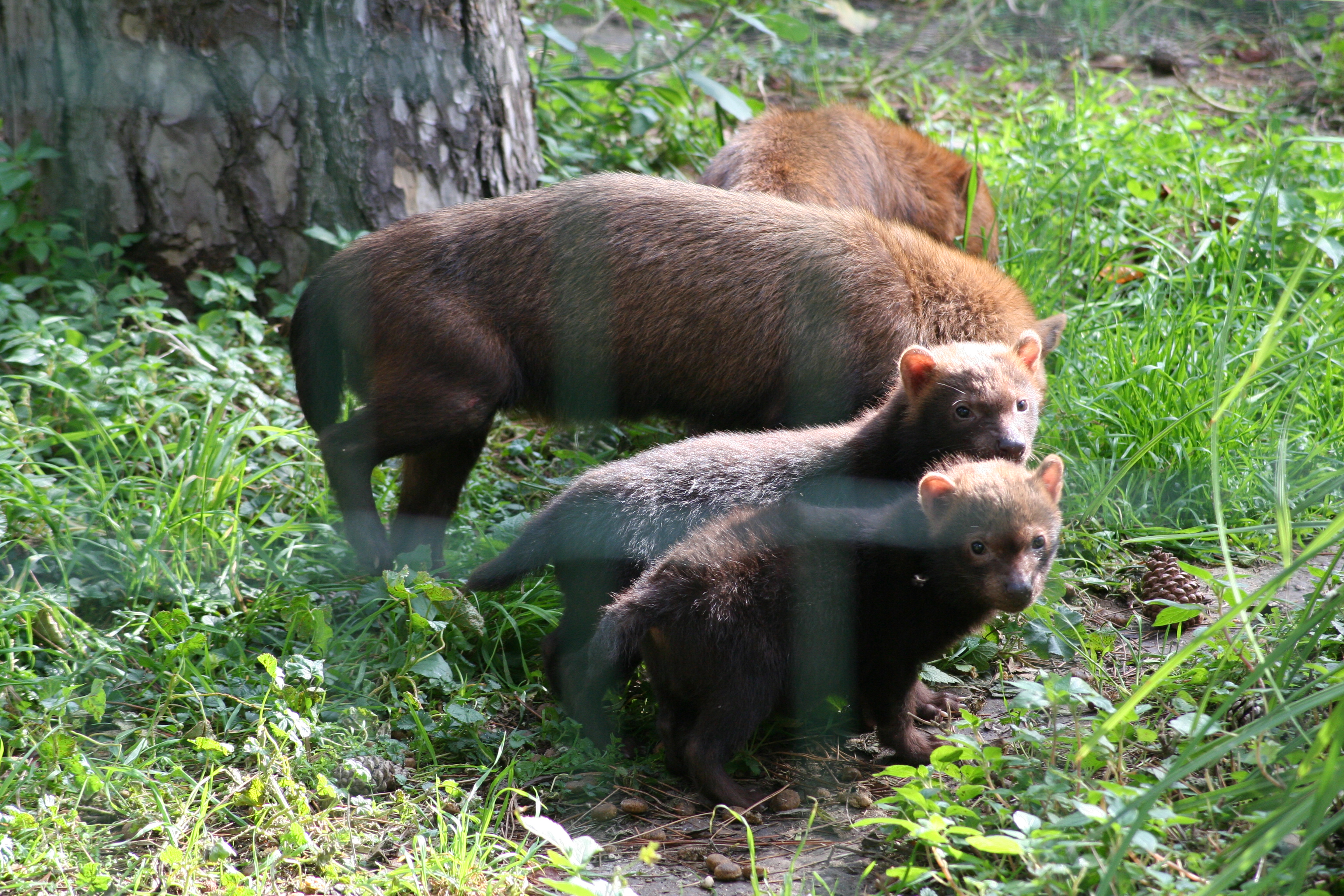
成獣と幼獣